# 蔡潮
蔡潮（1467年—1549年），字巨源，号霞山，浙江台州府臨海縣人，明朝政治人物。

## 生平
弘治十四年（1501年）辛酉科浙江鄉試第五名舉人。弘治十八年（1505年），登乙丑科會試第十一名，二甲第五十名進士。考选庶吉士，正德二年（1507年）十月授兵科给事中，五年二月升本科右，六年二月出为湖广按察司佥事，十年五月升貴州布政司右參議，十四年六月因香爐山苗賊構亂，蔡潮輕信間諜，擅調官軍，以致覆軍殺將，被逮问治罪。十六年十一月苗賊平，贖罪還職。嘉靖元年（1522年）三月升福建右参政，六年正月升河南右布政使，乞休归。卒年八十三。

## 著作
著有《霞山集》十卷。

## 家族
曾祖父蔡明善；祖父蔡廷貴；父蔡□，□。母杜氏。永感下。